# ノンフィクション (松下洸平の曲)
『ノンフィクション』は、松下洸平の3作目のシングル。2023年7月19日にビクターエンタテインメントから発売された。

## 概要
前作「Way You Are」から約1年ぶりとなるCDシングル。
初回限定盤A（CD+DVD）、初回限定盤B（2CD）、通常盤（CD）、VICTOR ONLINE STORE限定盤（通常盤＋オリジナルビーチサンダル）の4形態でのリリース。
通常盤のみボーナストラックとして、「KISS (Sam Ock Remix)」を収録。
「ノンフィクション」のミュージックビデオは、リリース日の0時にオフィシャルYouTubeチャンネルにてプレミア公開された。

## 収録内容

### CD
| 全作詞: 松下洸平。 |                                      |           |              |          |      |
| #                  | タイトル                             | 作詞      | 作曲         | 編曲     | 時間 |
| 1.                 | 「ノンフィクション」                 | 松下洸平  | 小倉しんこう | A.G.O    | 3:37 |
| 2.                 | 「さよならの向こうに」               | 松下洸平  | 松下洸平     | 中村圭作 | 3:59 |
| 3.                 | 「ノンフィクション」(Instrumental)   | 松下洸平  |              |          | 3:38 |
| 4.                 | 「さよならの向こうに」(Instrumental) | 松下洸平  |              |          | 3:58 |
| 5.                 | 「KISS」(Sam Ock Remix)              | 松下洸平  | 松下洸平     | Sam Ock  | 5:11 |
| 合計時間:          | 合計時間:                            | 合計時間: | 合計時間:    | 20:23    |      |

| #         | タイトル                             | 作詞  | 作曲・編曲 | 時間 |
| --------- | ------------------------------------ | ----- | ---------- | ---- |
| 1.        | 「ノンフィクション」                 |       |            | 3:37 |
| 2.        | 「さよならの向こうに」               |       | 松下洸平   | 3:59 |
| 3.        | 「ノンフィクション」(Instrumental)   |       |            | 3:38 |
| 4.        | 「さよならの向こうに」(Instrumental) |       |            | 3:58 |
| 合計時間: | 合計時間:                            | 15:12 |            |      |

### 特典CD
| #         | タイトル                                          | 作詞  | 作曲・編曲 | 時間  |
| --------- | ------------------------------------------------- | ----- | ---------- | ----- |
| 1.        | 「松下洸平のぼっちオーディオ “ノンフィクション”」 |       |            | 50:16 |
| 合計時間: | 合計時間:                                         | 50:16 |            |       |

### 特典DVD
| #  | タイトル                           | 作詞 | 作曲・編曲 |
| -- | ---------------------------------- | ---- | ---------- |
| 1. | 「“ノンフィクション”Making Movie」 |      |            |

## 楽曲解説
1. ノンフィクション
松下洸平名義での音楽活動3年目に突入した最初のシングル曲。
“飾らない毎日を嚙み締める”がテーマ[5]。
2. さよならの向こうに
NHK『みんなのうた』2023年6月・7月オンエア曲。番組の為に書き下ろした楽曲で、“別れ”がテーマ[6]。
2023年6月21日に先行配信リリース[3]。
3. ノンフィクション (Instrumental)
4. さよならの向こうに (Instrumental)
5. KISS (Sam Ock Remix)
通常盤のボーナストラックとして収録。
2022年リリース曲の「KISS」を、韓国系アメリカ人シンガーソングライターのサム・オックがリミックスを手がけた[3]。